# Loricoecia acutimarginata
Loricoecia acutimarginata is een mosselkreeftjessoort uit de familie van de Halocyprididae. De wetenschappelijke naam van de soort is voor het eerst geldig gepubliceerd in 1977 door Chavtur.